# Lunettes noires pour nuits blanches
Pour les articles homonymes, voir Lunettes noires.
Lunettes noires pour nuits blanches est une émission de télévision animée par Thierry Ardisson et diffusée du 17 septembre 1988 au 30 juin 1990 en deuxième partie de soirée sur Antenne 2.

## Historique
Au départ, il y avait Bains de minuit, un talk-show créé et présenté par Thierry Ardisson depuis Les Bains Douches à Paris, le vendredi en seconde partie de soirée du 18 septembre 1987 au 24 juin 1988 sur La Cinq. Un an après, le concept est repris sur Antenne 2.

## Concept
Tournée au Palace, puis dans la discothèque Le Shéhérazade, l'émission est constituée d'entrevues en tête à tête avec des personnalités, et qui se terminent par une des « interviews-types », reprises plus tard dans l'émission Tout le monde en parle. Les entrevues sont entrecoupées par des prestations musicales et un blind test dont le gagnant se voit remettre une paire de lunettes noires. 
L'émission propose aussi des interviews d'un nouveau genre, telles l'« auto-interview » dans lequel une personnalité s'interroge elle-même en se dédoublant à l'image, ou l'« interview star by star » mettant en scène deux personnalités qui se questionnent.

## Commentaires
La chanson Nightclubbing d'Iggy Pop sert de générique à l'émission. Ce dernier s'inspire par ailleurs de l'esthétique warholienne en proposant une suite de portraits de célébrités, toutes affublées d'une paire de lunettes noires.
Le titre de l'émission est quant à lui un slogan créé par Thierry Ardisson pour une campagne de publicité des lunettes Glamor.
Le 17 décembre 1989, Alain Juppé joue le jeu de l'« auto-interview ».
Le 8 avril 1989, une émission spéciale est consacrée à Serge Gainsbourg.

## DVD
- Thierry Ardisson, Les Années Lunettes noires pour nuits blanches, Arcades Vidéo, 2010 (ASIN B00443PSO2)